# Slovinky
Slovinky – wieś (obec) na Słowacji położona w kraju koszyckim, w powiecie Nowa Wieś Spiska. Pierwsze wzmianki o miejscowości pochodzą z roku 1368.
Według danych z dnia 31 grudnia 2012, wieś zamieszkiwało 1890 osób, w tym 954 kobiety i 936 mężczyzn.
W 2001 roku rozkład populacji względem narodowości i przynależności etnicznej wyglądał następująco:
- Słowacy – 94,38%
- Czesi – 0,37%
- Romowie – 1,77%
- Rusini – 2,68%
- Ukraińcy – 0,21%
- Węgrzy – 0,05%

Ze względu na wyznawaną religię struktura mieszkańców kształtowała się w 2001 roku następująco:
- Katolicy rzymscy – 23,51%
- Grekokatolicy – 26,25%
- Ewangelicy – 0,32%
- Prawosławni – 43,22%
- Ateiści – 4,61%
- Przedstawiciele innych wyznań – 0,05%
- Nie podano – 1,98%